# Geminio Ognio
Geminio Ognio, född 13 december 1917 i Recco, död 28 oktober 1990 i Rom, var en italiensk vattenpolospelare. Han representerade Italien i OS två gånger, nämligen vid olympiska sommarspelen 1948 i London och fyra år senare i Helsingfors. I OS-turneringen 1948 tog Italien guld och 1952 blev det brons. I London gjorde Ognio fem mål. Ognio deltog också i EM-turneringen i Monte Carlo 1947 som Italien vann.